# №42
№ 42 (рос. №42) — селище у складі Сладковського району Тюменської області, Росія.
Стара назва — Роз'їзд № 42.
Населення — 10 осіб (2010, 14 у 2002).
Національний склад станом на 2002 рік:
- росіяни — 100 %